# Campionati del mondo di atletica leggera indoor 2010 - Eptathlon
Le 7 gare dell'eptathlon si sono tenute il 12 e il 13 marzo 2010.

## Orario
| Date          | Time  | Round             |
| ------------- | ----- | ----------------- |
| 12 marzo 2010 | 10:15 | 60 m              |
|               | 10:50 | Salto in lungo    |
|               | 16:35 | Lancio del peso   |
|               | 17:30 | Salto in alto     |
| 13 Marzo 2010 | 9:15  | 60 m ostacoli     |
|               | 10:40 | Salto con l'asta  |
|               | 16:40 | 1000 m            |
|               | 16:40 | Classifica Finale |

## Risultati

### 60 m
| Rank | Nome                | Nationality | Time | Points | Note |
| ---- | ------------------- | ----------- | ---- | ------ | ---- |
| 1    | Bryan Clay          | Stati Uniti | 6.67 | 1003   | SB   |
| 2    | Trey Hardee         | Stati Uniti | 6.80 | 955    | SB   |
| 3    | Oleksiy Kasyanov    | Ucraina     | 6.93 | 907    |      |
| 4    | Aleksey Drozdov     | Russia      | 7.08 | 854    | SB   |
| 5    | Leonel Suárez       | Cuba        | 7.15 | 830    |      |
| 6    | Roman Šebrle        | Rep. Ceca   | 7.20 | 813    | SB   |
| 7    | Andrei Krauchanka   | Bielorussia | 7.22 | 806    |      |
| 8    | Aleksandr Pogorelov | Russia      | 7.68 | 656    | SB   |

### Salto in lungo
| Rank | Nome                | Nazione     | Result | Points | Notes |
| ---- | ------------------- | ----------- | ------ | ------ | ----- |
| 1    | Oleksiy Kasyanov    | Ucraina     | 7.78   | 1005   |       |
| 2    | Roman Šebrle        | Rep. Ceca   | 7.49   | 932    | SB    |
| 3    | Andrei Krauchanka   | Bielorussia | 7.38   | 905    |       |
| 4    | Aleksey Drozdov     | Russia      | 7.29   | 883    |       |
| 5    | Trey Hardee         | Stati Uniti | 7.28   | 881    |       |
| 6    | Bryan Clay          | Stati Uniti | 7.27   | 878    |       |
| 7    | Leonel Suárez       | Cuba        | 7.12   | 842    |       |
|      | Aleksandr Pogorelov | Russia      | DNS    |        |       |

### Getto del peso
| Pos | Name              | Nationality | Ris   | Punti | Note |
| --- | ----------------- | ----------- | ----- | ----- | ---- |
| 1   | Aleksey Drozdov   | Russia      | 17.17 | 924   | PB   |
| 2   | Roman Šebrle      | Rep. Ceca   | 15.70 | 833   | SB   |
| 3   | Bryan Clay        | Stati Uniti | 15.31 | 809   | SB   |
| 4   | Oleksiy Kasyanov  | Ucraina     | 14.55 | 762   |      |
| 5   | Trey Hardee       | Stati Uniti | 14.54 | 761   |      |
| 6   | Andrei Krauchanka | Bielorussia | 13.59 | 703   |      |
| 7   | Leonel Suárez     | Cuba        | 13.59 | 703   |      |

### Salto in alto
| Pos | Nome              | Nazione     | Ris  | Punti | Notes |
| --- | ----------------- | ----------- | ---- | ----- | ----- |
| 1   | Andrei Krauchanka | Bielorussia | 2.18 | 973   | SB    |
| 2   | Aleksey Drozdov   | Russia      | 2.09 | 887   |       |
| 3   | Roman Šebrle      | Rep. Ceca   | 2.09 | 887   | SB    |
| 4   | Trey Hardee       | Stati Uniti | 2.06 | 859   | PB    |
| 5   | Leonel Suárez     | Cuba        | 2.06 | 859   | SB    |
| 6   | Bryan Clay        | Stati Uniti | 2.06 | 859   | SB    |
| 7   | Oleksiy Kasyanov  | Ucraina     | 2.00 | 803   |       |

### 60 m ostacoli
| Pos | Nome              | Nazione     | Tempo | Punti | Notes |
| --- | ----------------- | ----------- | ----- | ----- | ----- |
| 1   | Trey Hardee       | Stati Uniti | 7.79  | 1035  |       |
| 2   | Bryan Clay        | Stati Uniti | 8.00  | 982   |       |
| 3   | Oleksiy Kasyanov  | Ucraina     | 8.01  | 979   | SB    |
| 4   | Andrei Krauchanka | Bielorussia | 8.04  | 972   |       |
| 5   | Leonel Suárez     | Cuba        | 8.24  | 922   |       |
| 6   | Roman Šebrle      | Rep. Ceca   | 8.30  | 908   |       |
| 7   | Aleksey Drozdov   | Russia      | 8.34  | 898   |       |

### Salto con l'asta
| Pos | Nome              | Nazione     | Ris  | Punti | Notes |
| --- | ----------------- | ----------- | ---- | ----- | ----- |
| 1   | Andrei Krauchanka | Bielorussia | 5.00 | 910   |       |
| 2   | Bryan Clay        | Stati Uniti | 5.00 | 910   | SB    |
| 3   | Trey Hardee       | Stati Uniti | 5.00 | 910   | SB    |
| 4   | Aleksey Drozdov   | Russia      | 4.90 | 880   |       |
| 5   | Roman Šebrle      | Rep. Ceca   | 4.80 | 849   | SB    |
| 6   | Leonel Suárez     | Cuba        | 4.60 | 790   |       |
| 7   | Oleksiy Kasyanov  | Ucraina     | 4.40 | 731   |       |

### 1000 m
| Pos | Nome              | Nazione     | Tempo   | Punti | Note |
| --- | ----------------- | ----------- | ------- | ----- | ---- |
| 1   | Andrei Krauchanka | Bielorussia | 2:41.70 | 855   | SB   |
| 2   | Oleksiy Kasyanov  | Ucraina     | 2:43.78 | 832   |      |
| 3   | Leonel Suárez     | Cuba        | 2:45.04 | 818   |      |
| 4   | Aleksey Drozdov   | Russia      | 2:45.35 | 815   | SB   |
| 5   | Roman Šebrle      | Rep. Ceca   | 2:46.55 | 802   | SB   |
| 6   | Trey Hardee       | Stati Uniti | 2:47.76 | 789   | PB   |
| 7   | Bryan Clay        | Stati Uniti | 2:50.28 | 763   | SB   |

### Classifica generale
| Pos | Nome                | Nazione     | Punti | Note |
| --- | ------------------- | ----------- | ----- | ---- |
|     | Bryan Clay          | Stati Uniti | 6204  | SB   |
|     | Trey Hardee         | Stati Uniti | 6184  | SB   |
|     | Aleksey Drozdov     | Russia      | 6141  |      |
| 4   | Andrei Krauchanka   | Bielorussia | 6124  |      |
| 5   | Roman Šebrle        | Rep. Ceca   | 6024  | SB   |
| 6   | Oleksiy Kasyanov    | Ucraina     | 6019  |      |
| 7   | Leonel Suárez       | Cuba        | 5764  |      |
|     | Aleksandr Pogorelov | Russia      | DNF   |      |